# Natula anaxiphoides
Natula anaxiphoides är en insektsart som först beskrevs av Lucien Chopard 1925.  Natula anaxiphoides ingår i släktet Natula och familjen syrsor. Inga underarter finns listade i Catalogue of Life.